# Saison 1 des Voyages fantomatiques de Scoubidou

Cet article présente le guide de la saison 1 de la série télévisée d'animation américaine Les Voyages fantomatiques de Scoubidou (Scooby-Doo and Scrappy-Doo).

## Épisode 1:Rencontre d'un genre étrange
- Titre original : A Close Encounter With A Strange Kind
- Numéro(s) : 1 (1.1)
- Scénariste(s) :
- Réalisateur(s) :
- Diffusion(s) : 
  -  États-Unis : 8 novembre 1980
- Invité(es) :
- Résumé : Scooby-Doo, Scrappy et Sammy doivent échapper à des extraterrestres voulant faire des expériences sur l'espèce humaine.

## Épisode 2:La Nuit des vampires
- Titre original : A Fit Night Out For Bats
- Numéro(s) : 2 (1.2)
- Scénariste(s) :
- Réalisateur(s) :
- Diffusion(s) : 
  -  États-Unis : 8 novembre 1980
- Invité(es) :
- Résumé : Nos trois amis tombent en panne et demandent de l'aide aux habitants d'une maison hantée.

## Épisode 3:Usine d'aliment chinois
- Titre original : The Chinese Food Factory
- Numéro(s) : 3 (1.3)
- Scénariste(s) :
- Réalisateur(s) :
- Diffusion(s) : 
  -  États-Unis : 8 novembre 1980
- Invité(es) :
- Résumé :

## Épisode 4:Le Magicien du désert
- Titre original : Scooby's Desert Dilemma
- Numéro(s) : 4 (1.4)
- Scénariste(s) :
- Réalisateur(s) :
- Diffusion(s) : 
  -  États-Unis : 15 novembre 1980
- Invité(es) :
- Résumé :

## Épisode 5:Au jeu du chat et de la souris
- Titre original : The Old Cat and Mouse Game
- Numéro(s) : 5 (1.5)
- Scénariste(s) :
- Réalisateur(s) :
- Diffusion(s) : 
  -  États-Unis : 15 novembre 1980
- Invité(es) :
- Résumé :

## Épisode 6:Les Passagers clandestins
- Titre original : Stowaways
- Numéro(s) : 6 (1.6)
- Scénariste(s) :
- Réalisateur(s) :
- Diffusion(s) : 
  -  États-Unis : 15 novembre 1980
- Invité(es) :
- Résumé :

## Épisode 7:Ne dérangez pas la momie
- Titre original : Mummy's the Word
- Numéro(s) : 7 (1.7)
- Scénariste(s) :
- Réalisateur(s) :
- Diffusion(s) : 
  -  États-Unis : 22 novembre 1980
- Invité(es) :
- Résumé :

## Épisode 8:Tiens bon, Scooby
- Titre original : Hang in There, Scooby
- Numéro(s) : 8 (1.8)
- Scénariste(s) :
- Réalisateur(s) :
- Diffusion(s) : 
  -  États-Unis : 22 novembre 1980
- Invité(es) :
- Résumé :

## Épisode 9:Scoubidou superstar
- Titre original : Stuntman Scooby
- Numéro(s) : 9 (1.9)
- Scénariste(s) :
- Réalisateur(s) :
- Diffusion(s) : 
  -  États-Unis : 22 novembre 1980
- Invité(es) :
- Résumé :

## Épisode 10:Scooby fait son cirque
- Titre original : Scooby's Three Ding-A-Ling Circus
- Numéro(s) : 10 (1.10)
- Scénariste(s) :
- Réalisateur(s) :
- Diffusion(s) : 
  -  États-Unis : 29 novembre 1980
- Invité(es) :
- Résumé :

## Épisode 11:Scooby sur l'île fantastique
- Titre original : Scooby's Fantastic Island
- Numéro(s) : 11 (1.11)
- Scénariste(s) :
- Réalisateur(s) :
- Diffusion(s) : 
  -  États-Unis : 29 novembre 1980
- Invité(es) :
- Résumé :

## Épisode 12:Le Pirate
- Titre original : Long John Scrappy
- Numéro(s) : 12 (1.12)
- Scénariste(s) :
- Réalisateur(s) :
- Diffusion(s) : 
  -  États-Unis : 29 novembre 1980
- Invité(es) :
- Résumé :

## Épisode 13:Jour de corrida
- Titre original : Scooby's Bull Fright
- Numéro(s) : 13 (1.13)
- Scénariste(s) :
- Réalisateur(s) :
- Diffusion(s) : 
  -  États-Unis : 6 décembre 1980
- Invité(es) :
- Résumé :

## Épisode 14:Scooby-Doo chez les fantômes
- Titre original : Scooby Ghosts West
- Numéro(s) : 14 (1.14)
- Scénariste(s) :
- Réalisateur(s) :
- Diffusion(s) : 
  -  États-Unis : 6 décembre 1980
- Invité(es) :
- Résumé :

## Épisode 15:Le Chasseur de papillons
- Titre original : A Bungle in the Jungle
- Numéro(s) : 15 (1.15)
- Scénariste(s) :
- Réalisateur(s) :
- Diffusion(s) : 
  -  États-Unis : 6 décembre 1980
- Invité(es) :
- Résumé :

## Épisode 16:Scooby à la fête
- Titre original : Scooby's Fun Zone
- Numéro(s) : 16 (1.16)
- Scénariste(s) :
- Réalisateur(s) :
- Diffusion(s) : 
  -  États-Unis : 13 décembre 1980
- Invité(es) :
- Résumé :

## Épisode 17:La Sorcière des marécages
- Titre original : Swamp Witch
- Numéro(s) : 17 (1.17)
- Scénariste(s) :
- Réalisateur(s) :
- Diffusion(s) : 
  -  États-Unis : 13 décembre 1980
- Invité(es) :
- Résumé :

## Épisode 18:Sir Scooby et le Chevalier noir
- Titre original : Sir Scooby and the Black Knight
- Numéro(s) : 18 (1.18)
- Scénariste(s) :
- Réalisateur(s) :
- Diffusion(s) : 
  -  États-Unis : 13 décembre 1980
- Invité(es) :
- Résumé :

## Épisode 19:Le Musée de cire
- Titre original : Waxworld
- Numéro(s) : 19 (1.19)
- Scénariste(s) :
- Réalisateur(s) :
- Diffusion(s) : 
  -  États-Unis : 20 décembre 1980
- Invité(es) :
- Résumé :

## Épisode 20:Scooby-Doo au pays des merveilles
- Titre original : Scooby in Wonderland
- Numéro(s) : 20 (1.20)
- Scénariste(s) :
- Réalisateur(s) :
- Diffusion(s) : 
  -  États-Unis : 20 décembre 1980
- Invité(es) :
- Résumé :

## Épisode 21:Joyeux anniversaire, Scrappy-Doo
- Titre original : Scrappy's Birthday
- Numéro(s) : 21 (1.21)
- Scénariste(s) :
- Réalisateur(s) :
- Diffusion(s) : 
  -  États-Unis : 20 décembre 1980
- Invité(es) :
- Résumé :

## Épisode 22:Le Monstre des mers du Sud
- Titre original : South Seas Scare
- Numéro(s) : 22 (1.22)
- Scénariste(s) :
- Réalisateur(s) :
- Diffusion(s) : 
  -  États-Unis : 27 décembre 1980
- Invité(es) :
- Résumé :

## Épisode 23:Scooby à la montagne
- Titre original : Scoobys Swiss Miss
- Numéro(s) : 23 (1.23)
- Scénariste(s) :
- Réalisateur(s) :
- Diffusion(s) : 
  -  États-Unis : 27 décembre 1980
- Invité(es) :
- Résumé :

## Épisode 24:Le Chapardeur du pôle Nord
- Titre original : Alaskan King Coward
- Numéro(s) : 24 (1.24)
- Scénariste(s) :
- Réalisateur(s) :
- Diffusion(s) : 
  -  États-Unis : 27 décembre 1980
- Invité(es) :
- Résumé :

## Épisode 25:Scooby-Doo en Italie
- Titre original : Et Tu, Scoob?
- Numéro(s) : 25 (1.25)
- Scénariste(s) :
- Réalisateur(s) :
- Diffusion(s) : 
  -  États-Unis : 3 janvier 1981
- Invité(es) :
- Résumé :

## Épisode 26:Scooby à la pêche
- Titre original : Soggy Bog Scooby
- Numéro(s) : 26 (1.26)
- Scénariste(s) :
- Réalisateur(s) :
- Diffusion(s) : 
  -  États-Unis : 3 janvier 1981
- Invité(es) :
- Résumé :

## Épisode 27:Maître pâtissier
- Titre original : Scooby Gumbo
- Numéro(s) : 27 (1.27)
- Scénariste(s) :
- Réalisateur(s) :
- Diffusion(s) : 
  -  États-Unis : 3 janvier 1981
- Invité(es) :
- Résumé :

## Épisode 28:Scooby sur orbite
- Titre original : Way Out Scooby
- Numéro(s) : 28 (1.28)
- Scénariste(s) :
- Réalisateur(s) :
- Diffusion(s) : 
  -  États-Unis : 10 janvier 1981
- Invité(es) :
- Résumé :

## Épisode 29:Le Malabar du gymnasium
- Titre original : Strongman Scooby
- Numéro(s) : 29 (1.29)
- Scénariste(s) :
- Réalisateur(s) :
- Diffusion(s) : 
  -  États-Unis : 10 janvier 1981
- Invité(es) :
- Résumé :

## Épisode 30:Gare au loup-garou
- Titre original : Moonlight Madness
- Numéro(s) : 30 (1.30)
- Scénariste(s) :
- Réalisateur(s) :
- Diffusion(s) : 
  -  États-Unis : 10 janvier 1981
- Invité(es) :
- Résumé :

## Épisode 31:Scooby au régiment
- Titre original : Dog Tag Scooby
- Numéro(s) : 31 (1.31)
- Scénariste(s) :
- Réalisateur(s) :
- Diffusion(s) : 
  -  États-Unis : 17 janvier 1981
- Invité(es) :
- Résumé :

## Épisode 32:Scoubi au centre de la Terre
- Titre original : Scooby at the Center of the World
- Numéro(s) : 32 (1.32)
- Scénariste(s) :
- Réalisateur(s) :
- Diffusion(s) : 
  -  États-Unis : 17 janvier 1981
- Invité(es) :
- Résumé :

## Épisode 33:Scooby et le Magicien d'Ahz
- Titre original : Scooby's Trip to Ahz
- Numéro(s) : 33 (1.33)
- Scénariste(s) :
- Réalisateur(s) :
- Diffusion(s) : 
  -  États-Unis : 17 janvier 1981
- Invité(es) :
- Résumé :

## Épisode 34:La Fantôme des catacombes
- Titre original : A Fright At the Opera
- Numéro(s) : 34 (1.34)
- Scénariste(s) :
- Réalisateur(s) :
- Diffusion(s) : 
  -  États-Unis : 24 janvier 1981
- Invité(es) :
- Résumé :

## Épisode 35:Robot Ranch
- Titre original : Robot Ranch
- Numéro(s) : 35 (1.35)
- Scénariste(s) :
- Réalisateur(s) :
- Diffusion(s) : 
  -  États-Unis : 24 janvier 1981
- Invité(es) :
- Résumé :

## Épisode 36:Une histoire d'espion
- Titre original : Surprised Spies
- Numéro(s) : 36 (1.36)
- Scénariste(s) :
- Réalisateur(s) :
- Diffusion(s) : 
  -  États-Unis : 24 janvier 1981
- Invité(es) :
- Résumé :

## Épisode 37:Ces clones venus d'ailleurs
- Titre original : The Invasion of the Scooby Snatchers
- Numéro(s) : 37 (1.37)
- Scénariste(s) :
- Réalisateur(s) :
- Diffusion(s) : 
  -  États-Unis : 31 janvier 1981
- Invité(es) :
- Résumé :

## Épisode 38:Scoubi roi du Bengale
- Titre original : Scooby Dooby Guru
- Numéro(s) : 38 (1.38)
- Scénariste(s) :
- Réalisateur(s) :
- Diffusion(s) : 
  -  États-Unis : 31 janvier 1981
- Invité(es) :
- Résumé :

## Épisode 39:Scoubi contre le Bandito
- Titre original : Scooby and the Bandit
- Numéro(s) : 39 (1.39)
- Scénariste(s) :
- Réalisateur(s) :
- Diffusion(s) : 
  -  États-Unis : 31 janvier 1981
- Invité(es) :
- Résumé :